# Вещно право
Ве́щното пра́во е правно понятие с двояко значение - с него се означава както  субективно гражданско право, чийто обект са вещите  (на латински: jus in rem), но така също и клон на на гражданското право.

## Вещните права като субективни граждански права
Правата по повод на вещта се разделя на 2 групи – право на собственост и ограничени вещни права (право на ползване, право на преминаване, право на водопрокарване и други сервитути). Законът поставя двете групи вещни права на равна основа спрямо възможностите за тяхната защита, упражняване и разпореждане.

### История
Континенталната правна система въз основа на рецепцията на римското право през Средновековието е възприела в различни модификации класическата римска триада по отношение на правото на собственост и ограничените вещни права от римското частно право:
1. ползване;
2. владение;
3. разпореждане.

В англо-саксонската правна система (известна на англ. ез. като Common Law) 

## Вещното право като клон на правото
Освен това под вещно право се разбира и съвкупността от правни норми регламентиращи правото на собственост и останалите субективни вещни права. 
В България основният нормативен акт, който урежда собствеността и другите вещни права, е Законът на собствеността.